# Kristotomus sapporonis
Kristotomus sapporonis är en stekelart som beskrevs av Mason 1962. Kristotomus sapporonis ingår i släktet Kristotomus och familjen brokparasitsteklar. Inga underarter finns listade i Catalogue of Life.